# Barbeau Peak
Barbeau Peak är en bergstopp i Kanada.   Den ligger i territoriet Nunavut, i den nordöstra delen av landet, 4 100 km norr om huvudstaden Ottawa. Toppen på Barbeau Peak är 2 616 meter över havet och är den högsta punkten på Ellesmere Island.
Terrängen runt Barbeau Peak är huvudsakligen kuperad. Barbeau Peak är den högsta punkten i trakten. Trakten runt Barbeau Peak är nära nog obefolkad, med mindre än två invånare per kvadratkilometer.. Det finns inga samhällen i närheten.
Trakten runt Barbeau Peak är permanent täckt av is och snö.